# 信徒2 (电影)
是一部2023年上映的韩国犯罪动作片，为2018年韩国电影《信徒》的续集，由《愛上變身情人》导演白宗烈执导，赵震雄、车胜元、韩孝周、吴承勳、金东英及李周英主演，Netflix于2023年11月17日独家上线公开。
该片入选第28届釜山国际电影节「韩国电影的今天—特别首映」单元，2023年10月5日在电影节中首映。

## 剧情概要
讲述在龙山站展开激烈血战后，依然追踪李老师组织的元好和消失的乐，以及再次出现在他们面前的布莱恩和新角色大刀，他们之间令人窒息的战争。

## 演员阵容
- 赵震雄 饰演 赵元好，执着地长期追踪贩毒组织的毒品调查组组长。
- 车胜元 饰演 布莱恩，贩毒组织的隐藏人物。本名李仁茂，黎宇海運會長的二兒子。
- 韩孝周 饰演 大刀，本名聂小倩，了解贩毒组织头目李老师真实身份的人。
- 吴承勳 饰演 徐永乐，被贩毒组织抛弃后帮助赵元好调查。
- 金東英 饰演 曼科，制造顶级毒品的制毒师。
- 李周英 饰演 露娜，制造顶级毒品的制毒师。
- 鄭準元 饰演 姜德天，緝毒組警察，赵元好的下属兼搭档。
- 姜承贤 饰演 金素妍，緝毒組警察，赵元好的后辈。
- 徐荷晶 饰演 恩冠，布莱恩的秘书。[5]
- 赵汉哲 饰演 Jay，泰国塔拉曹第一市立学校教师，大刀的同伙。
- 梁益準 饰演 禹板昌，制毒工厂管理人。
- 崔光日 饰演 宋厅长，警察厅厅长。
- 金洛钧 饰演 制毒师，在济州岛别墅被大刀、陈河霖杀害。
- 卞約漢 饰演 陈河霖，小倩同母異父的哥哥，李老师的得力手下。（特别出演）
- 马泰 饰演 李扬国，众人口中的「李老师」，隐居在挪威担任大学教授。（特别出演）
- 朴海俊 饰演 朴宣昌（特别出演）
- 全錫浩 饰演 中国毒品分销商（特别出演）
- 李尚熙 饰演 姜德天的妻子（特别出演）

## 制作

### 发展
2022年4月4日，媒体报导《信徒2》正在讨论制作成Netflix原创电影，导演由电影《内在美》的白宗烈担任，将会前往东南亚地区和北欧进行拍摄，Netflix对此回应其内部没有收到与此相关的任何消息，此事尚未敲定。同月，媒体报导前作的主演趙震雄、車勝元和陈瑞妍正在讨论出演该片，柳俊烈则不再参演。6月16日，媒体报导出演过前作的李周英、金东英有望参演，吴承勳与韩孝周作为新阵容加盟，而陈瑞妍则不再出演。6月20日，Netflix正式宣布此片为其原创电影，主演阵容由赵震雄、车胜元、韩孝周、吴承勳、金东英及李周英组成。

### 创作
与观众熟悉的讲述前作时间点之前故事的「前传」和讲述前作时间点之后故事的「后传」不同，《毒战2》选择从第一部时间线中段展开，即龙山站血战后到挪威之间发生的故事，这也是韩国影史上首次采用的叙事形式。白宗烈认为这种延伸剧情的方式对观众和制作者都是罕见、新鲜的体验，填补龙山站到挪威之间的剧情将会让第一部的故事变得更加缜密、细微和精巧。韩孝周在片中的角色大刀原先为男性角色，导演白宗烈更改角色性别后向韩孝周发出了出演邀请，而韩孝周也为了符合该角色的形象，进行高强度的运动、戴上大边框的眼镜和假牙以及采用粗糙皮肤的化妆。

### 拍摄
主体拍摄于2022年7月1日开始进行。7月21日，韩孝周COVID-19病毒感染确认，拍摄延期。10月初，剧组前往泰国取景拍摄，韩国拍摄于10月底杀青。11月初前往挪威东斯利德勒取景拍摄，11月13日全片杀青。

## 发行
2023年9月27日公开首款预告海报与预告片，宣布于11月17日上线公开。

### 评价
《毒战2》收获的评价多为差评，2794名观众在韩国门户网站NAVER打出2.05/10分的低分，而另一门户网站Daum则有128名观众打出3.8/10分，电影专门评分平台Watcha Pedia的评分为1.8/5分、互联网电影数据库（IMDb）评分维持在6分左右，40%的爛番茄观众评分爆米花指数远不及前作的67%。观众普遍认为该片剧情陈腐、说服力不足，赵元好追踪徐永乐的过程毫无悬念，片中各角色的刻画特别是刺激观众好奇心的李老师真实身份让人感到空虚和泄气。韩孝周饰演的全新角色大刀被观众认为是一种「Mismatch」，给人尴尬和衣服不合身的感觉。《南华早报》认为该片毫无根据且与前作剧情不连贯。
OhmyNews的元钟彬记者认为片中角色的性格更突出，赵元好的角色性也更鲜明，进而生动展现前作中未能凸显的感情线；但他也认为该片对于「Midquel」这种叙事形式的实验是失败的，该片后半部分让人感到泄气并给人一种重复前作剧情的印象；「大刀」聂小倩的角色刻画形式化，与其他作品中的中国籍反派角色没有太大区别；叙事结构松散，被穿插的人物叙事打断节奏。

### 票房
据OTT内容排名统计网站FlixPatrol显示，《毒战2》公开后至11月21日，在Netflix电影类综合排名第3位，登顶香港、印度尼西亚、马来西亚、菲律宾、新加坡、台湾、泰国以及韩国等8个国家与地区的热门榜单。
根據Netflix官方統計顯示，《毒战2》在2023年11月13到19日，全球非英語系電影排行第一，在2023年11月20到26日，全球非英語系國家電影排行第二，在2023年11月27到12月3日，全球非英語系國家電影排行第八。